# تطور رؤية الألوان لدى الرئيسيات

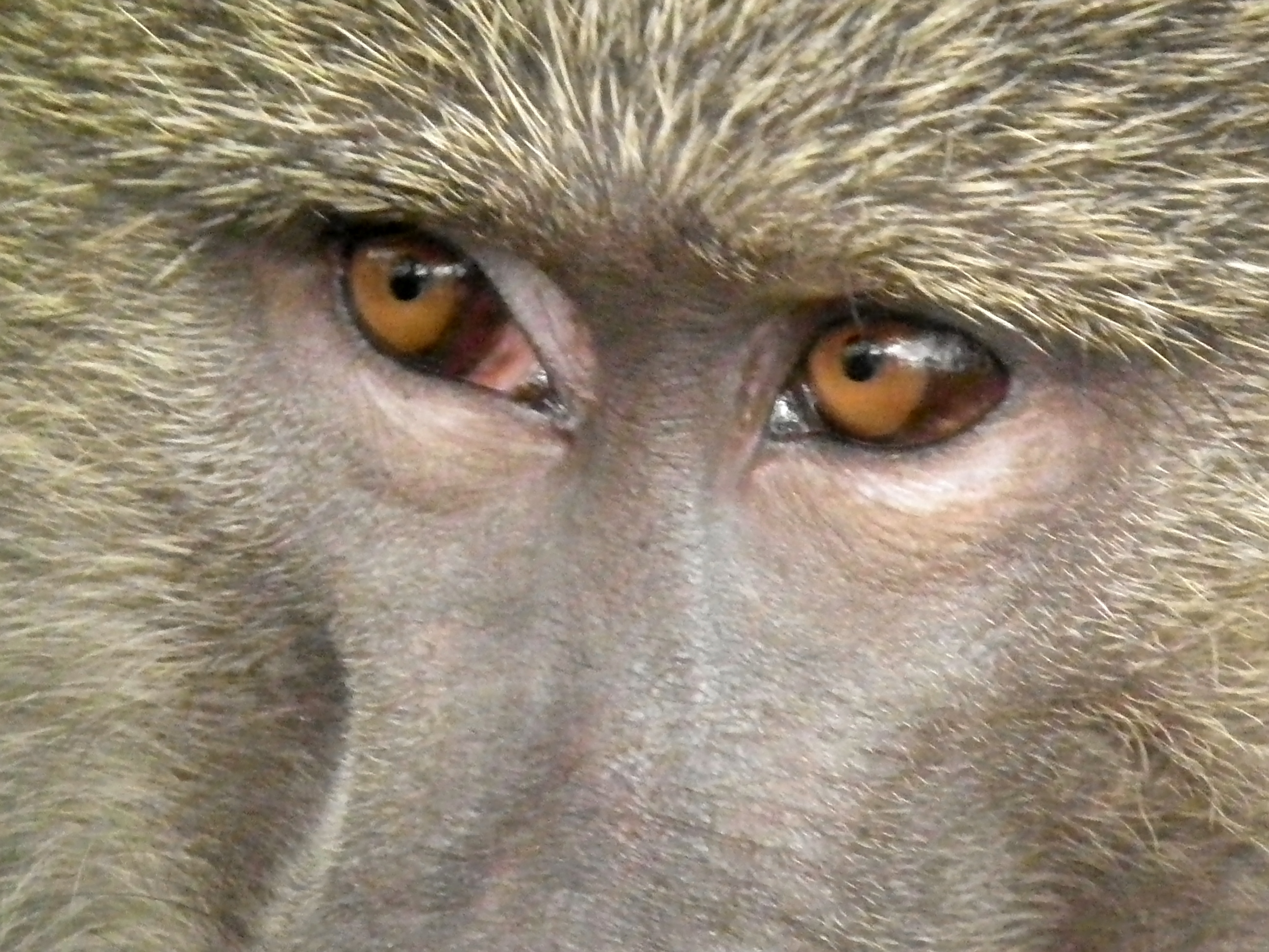
لدى قرود البابون، مثل غيرها من قرود العالم القديم، عيون يمكنها تمييز الأطوال الموجية للضوء الأزرق والأخضر والأحمر

تطور رؤية الألوان عند الرئيسيات غير عادي للغاية مقارنة بمعظم الثدييات المشيمية. كانت لدى سلف بعيد للفقاريات من الرئيسيات رؤية رباعية الألوان، ولكن سلالات الثدييات الليلية ذوات الدم الحار فقدت اثنين من أربعة مخاريط في الشبكية في وقت الديناصورات. وبالتالي، فإن معظم العظميات والزواحف والطيور لها رؤية رباعية الألوان، في حين أن معظم الثدييات لها رؤية ثنائية الألوان بصرامة، باستثناء بعض الرئيسيات والجرابيات، الذين لديهم رؤية ثلاثية الألوان، والعديد من الثدييات البحرية، الذين لديهم رؤية أحادية اللون.

## المخروطيات والأوبسينات
بينما تعتمد الرؤية الملونة على العديد من العوامل، فإن المناقشة حول تطور الرؤية الملونة عادة ما تُبسط إلى عاملين:
- اتساع الطيف المرئي (أي الأطوال الموجية للضوء التي يمكن اكتشافها)،
- البعدية من غاما اللون (على سبيل المثال، ثنائية اللون مقابل رباعية اللون).

في الفقاريات، يرتبط كلا هذين العاملين ارتباطًا مثاليًا تقريبًا بمجموعة المخاريط الفردية.
تتكون الشبكية من عدة أنواع مختلفة من المستقبلات الضوئية، بما في ذلك الخلايا المخروطية والخلايا العصوية. عادةً لا تساهم العصوية في الرؤية الملونة (إلا في الظروف الرؤية الغلسية) ولم تتطور بشكل كبير في عصر الرئيسيات، لذلك لن نتكلم عنها هنا. إنها خلايا المخروط، المستخدمة للرؤية النهارية، التي تسهل الرؤية الملونة.
يُعرف كل نوع - أو فئة - من المخاريط بواسطة الأوبسين، وهو بروتين أساسي لدورة الرؤية التي تضبط الخلية لطول موجي معين من الضوء. يُطلق على الأوبسينات الموجودة في خلايا المخروط اسم فوتوبسين تحديدًا. تعتمد الحساسيات الطيفية للأوبسينات على تسلسلها الجيني. أهم معلمة (وغالبًا ما تكون الوحيدة المهمة لمناقشات تطور الأوبسين) من الحساسية الطيفية هي الطول الموجي الأقصى، أي طول موج الضوء الذي يكونون أكثر حساسية له. على سبيل المثال، عادةً ما يكون للأوبسين L البشري ذروة طول موجي تبلغ 560 نانومتر. يحدد تكملة المخروط مجموعة المخاريط الفردية في شبكيته - عادةً ما تكون متسقة مع مجموعة الأوبسينات في جينومها.
يُساوي اتساع الطيف المرئي للفرد أدنى وأعلى الأطوال الموجية التي يكون فيها على الأقل مخروط واحد منها حساسًا. في الفقاريات، عادةً ما تكون أبعاد طيف الألوان مساوية لعدد المخاريط/الأوبسينات، على الرغم من أن هذا التكافؤ البسيط ينهار بالنسبة اللافقاريات.

### مكملات مخروطيات الرئيسيات
يمكن أن تكون مكملات المخروطيات التي تظهرها الرئيسيات أحادية اللون أو ثنائية اللون أو ثلاثية اللون. القرود العالم القديم والشمبانزي والغوريلا هم عادة ثلاثيون اللون، مما يعني أن الذكور والإناث يمتلكون ثلاث فئات من الأوبسينات. في جميع الأنواع تقريبًا من القرود العالم الجديد، يكون الذكور والإناث المتماثلين الجينات ثنائيين اللون، بينما تكون الإناث الهجينة ثلاثية اللون، وهي حالة تعرف باسم الأليل الجينية أو ثلاثية اللون متعددة. من بين القرود العالم الجديد، الاستثناءات هي سعدان عواء (ثلاثيون اللون عادة) والسعدان الليلي (أحاديون اللون عادة).
تظهر جميع الرئيسيات باستثناء السعدان الليلي اس-أوبسين (حساس للأطوال الموجية القصيرة) في المخروط الأكثر حساسية للضوء الأزرق (اس-مخروط). يُرمز هذا الأوبسين بواسطة جين صبغي جسمي على الصبغي 7. تختلف المخروطات الأخرى بين الرئيسيات.

### مكملات مخروطياتسفليات المنخرين
يشمل التصنيف سفليات المنخرين القردة العالم القديم (مثل البابون) والشمبانزي. بالإضافة إلى اس-أوبسين، لدى الرئيسيات سفليات المنخرين جينين أوبسين متجاورين على الصبغي X:
- ام-أوبسين (حساس للأمواج الوسطى، مشفر بواسطة جين OPN1MW)، المخروط الأكثر حساسية للضوء الأخضر.
- ال-أوبسين (حساس للأمواج الطويلة، مشفر بواسطة جين OPN1LW)، المخروط الأكثر حساسية للضوء الأحمر.

### مكملات مخروطيات سعدان العالم الجديد
مجموعة سعادين العالم الجديد تشمل قرود العالم الجديد (مثل السعدان السنجابي). بالإضافة إلى الأوبسين اس، تمتلك قرود العالم الجديد الثلاثية الألوان عادةً موضع جيني واحد فقط للأوبسين، لكنه متعدد الأشكال، حيث تشفر الأليل المختلفة أوبسينات ذات أطوال موجية قصوى مختلفة. الأفراد المتماثلة الجينات لهذا الجين سيكون لديهم فئتان فقط من الأوبسين وبالتالي يعرضون ثنائية اللون. ومع ذلك، فإن الأفراد غير المتماثلة الجينات سيكون لديهم ثلاث فئات من الأوبسين وبالتالي يكونون ثلاثيين الألوان. نظرًا لأن الجين موجود على الصبغي X، والذي يمتلك الذكور نسخة واحدة منه، فإن جميع الذكور متماثلة الجينات. لذلك، لديهم دائمًا فئتان من الأوبسين ويكونون ثنائيو الألوان. يمكن أن تكون الإناث متجانسة الجينات أو غير متجانسة الجينات، وبالتالي يمكن أن تكونن إما ثنائيات اللون أو ثلاثيات الألوان.

## علم الوراثة التطوري

### أسلاف الثدييات
كان لدى السلف المشترك للفقاريات (حوالي 540 مليون سنة مضت) 4 فوتوبسينات في مكملها (حساس للطول الموجي القصير1، حساس للطول الموجي القصير2، شبيه الرودوبسين 2، حساس للموجة الطويلة) ومن المحتمل أن يكون لديها رؤية رباعية الألوان. اليوم، احتفظت معظم الطوائف الفقارية الأخرى بأربعة مخاريط وعرضت رباعية الألوان، بما في ذلك الطيور والزواحف والعضميات (سمك) والبرمائيات. ومع ذلك، فقدت أسلاف الثدييات 2 من 4 أوبسينات بسبب الازدحام الليلي، وبالتالي فإن معظم الثدييات الحديثة هي ثنائية الألوان، واحتفظت فقط بحساس للطول الموجي القصير1 (حساس للأشعة فوق البنفسجية) وحساس للموجة الطويلة (حساسة للضوء الأحمر) أوبسينات. هناك القليل من البيانات التي تشير إلى مزايا الحساسية للأشعة فوق البنفسجية في الثدييات المبكرة التي أدت إلى الاحتفاظ بحساس للطول الموجي القصير1 بدلاً من حساس للطول الموجي القصير2 وشبيه الرودوبسين 2 أوبسين.
منذ حوالي 35 مليون سنة، انقسمت فئة حساس للموجة الطويلة من الأوبسينات في أسلاف القردة العليا إلى OPN1MW وOPN1LW. في نفس الوقت تقريبًا، تحول الأوبسين حساس للطول الموجي القصير من شكله الأصلي الحساس للأشعة فوق البنفسجية إلى شكل حساس للبنفسج مع طول موجي ذروة يبلغ حوالي 420 نانومتر.

### التطور التدريجي لحساس الطول الموجي القصير1 (SWS)
أظهرت تجارب التطفير الجينية على سلف الوحشيات الشمالية لمعرفة كيف تطورت قدرتنا على رؤية اللون الأزرق. وجد العلماء أن هناك سبع تغييرات صغيرة جدًا حدثت في الحمض النووي (الجينات) على مر ملايين السنين، أدت مجتمعة إلى تغيير طريقة عمل العين لترى اللون الأزرق. هذه التغييرات الصغيرة لم تكن تؤثر لوحدها، بل كان يجب أن تحدث بترتيب معين حتى يتطور لدينا هذا النوع الجديد من الرؤية.
عندما حاول العلماء فهم كيفية حدوث هذه التغييرات، وجدوا أن التغيير الأول كان يجب أن يكون في مكان معين بالجين (تسمى تي52اف). ولكن هذا التغيير لوحده لم يكن كافيًا. إذا حدث أي من التغييرات الأخرى أولًا، فإن العين كانت ستتطور بطريقة مختلفة. بعبارة أخرى، كان هناك ترتيب محدد لهذه التغييرات حتى نصل إلى القدرة على رؤية اللون الأزرق كما نراه اليوم.
أجريت دراسات على جينات معينة مرتبطة برؤية الألوان، ووجد العلماء أن هذه الجينات تطورت بشكل كبير بمرور الوقت. تمكنوا من إعادة بناء هذه الجينات القديمة ووجدوا أنها كانت حساسة للألوان المختلفة بشكل مختلف عن جيناتنا الحالية. هذا التطور سمح لها برؤية ألوان أكثر مما كانت تستطيع الثدييات القديمة رؤيته. عند دراسة هذه التغيرات الجينية، وجد العلماء أن العديد منها لم يؤد إلى تحسين الرؤية، بل أدى إلى تدهورها. ومع ذلك، بمرور ملايين السنين، تطورت هذه الجينات ببطء حتى أصبحت حساسة للألوان التي تراها اليوم. في الماضي، كانت أعينها حساسة لأشعة ضوئية أقوى وأكثر ضرراً، ولكنها تطورت بمرور الوقت لتتكيف مع بيئتها.
يعتقد العلماء أن قدرة أعينها على رؤية مجموعة واسعة من الألوان جاءت نتيجة لتطور متزامن لعدة جينات مختلفة. الرؤية بالألوان التي تتمتع بها اليوم هي نتيجة تفاعل معقد بين هذه الجينات. في الماضي، كانت العديد من الثدييات قادرة على رؤية نوع من الضوء غير مرئي لها، وهو ما يسمى بالأشعة فوق البنفسجية. هذا النوع من الرؤية كان مفيدًا لهم في ذلك الوقت. حتى بعض البشر اليوم لديهم قدرة محدودة على رؤية هذا النوع من الضوء.
القدرة على رؤية الأشعة فوق البنفسجية، أو الحساسية للأشعة فوق البنفسجية، كانت موجودة لدى الثدييات المبكرة في نطاق الأطوال الموجية بين 350 نانومتر و430 نانومتر. هذه الأطوال الموجية أقصر من الضوء المرئي ولكن أطول من الأشعة السينية. في بعض الحالات النادرة، يمكن لبعض البشر المعاصرين رؤية الأطوال الموجية القريبة من 310 نانومتر ضمن الطيف فوق البنفسجي.
في الحيوانات الأخرى التي تمتلك رؤية فوق البنفسجية مثل الطيور، يمكن أن تكون الحساسية للأشعة فوق البنفسجية مفيدة للمغازلة والتكاثر. وذلك لأن بعض الطيور لديها ريش بألوان معينة لا يمكن تمييزها بالرؤية البشرية خارج الطيف فوق البنفسجي.
عندما انتقل أسلاف الرئيسيات من الحياة الليلية إلى النهارية، تطلب الأمر تكيّفًا بصريًا مع التغيرات في الإضاءة. يعتقد الباحثون أن هذا التطور ترافق مع تحولات في أقصى طول موجي للضوء يمكن للعين استقباله. لدراسة هذه التحولات، قاموا بتحليل التغيرات الطفيفة في البروتينات المسؤولة عن الرؤية، وخلصوا إلى أن هذه التغيرات تطورت تدريجيًا على مراحل متعددة، مما سمح لها بتطوير رؤية نهارية أكثر كفاءة.
وُجد أن الطفرتين الأخيرتين، اف46تي وتي52اف، حدثتا بين 45 مليون و30 مليون سنة مضت حيث كانت القيمة القصوى المطلقة للأوبسينات قصيرة الطول الموجي تزداد من 400 نانومتر إلى 430 نانومتر.

### مسار تطور مستقبلات الضوء الموجي الطويل (LWS)
تقريباً قبل 35 مليون سنة، انقسمت فئة مستقبلات الضوء الموجي الطويل عند الوحشيات الشمالية إلى فئتين فرعيتين، حيث احتفظت إحدى الفئتين بطول موجة الذروة البالغ 560 نانومتر، وهو نفس قيمة الطول الموجي للأسلاف. أما الفئة الفرعية الأخرى من مستقبلات الضوء الموجي الطويل، فقد انخفض طول موجة الذروة لديها إلى 530 نانومتر، وأصبحت أوبسين ام، أو أوبسين الضوء الأخضر الحساسة. تفاصيل هذا الانقسام محل خلاف. يعتقد بعض علماء الأحياء التطورية أن مستقبلات الضوء ال وام لدى القردة العليا والقردة الدنيا لها أصل تطور مشترك؛ حيث تُظهر الدراسات الجزيئية أن أطوال موجات الذروة للثلاثة أصباغ في كلا الرتبتين الفرعيتين هي نفسها. وهناك فرضيتان شائعتان تفسران تطور اختلافات الرؤية بين الرئيسيات من هذا الأصل المشترك.

#### التعدد الشكلي
الفرضية الأولى هي أن نظام الجينين (ام وال) لدى القردة العليا قد تطور من آلية العبور الكروموسومي. ربما يكون العبور غير المتساوي بين الكروموسومات الحاملة للأليل لمتغيرات ال وام قد أدى إلى ظهور جين منفصل ال وام على الصبغي X واحد. تتطلب هذه الفرضية أن يكون تطور النظام متعدد الأشكال لدى القردة الدنيا قد سبق انفصال القردة العليا عن القردة الدنيا.
تقترح هذه الفرضية أن حدث العبور هذا قد وقع في أنثى قردة عليا متغاير الزيجوت في وقت ما بعد انفصال القردة الدنيا/العليا. بعد العبور، فإن أي ذرية ذكرية أو أنثوية تتلقى على الأقل صبغي X واحد يحمل جينين ام وال سيكون ثلاثي اللون. ومن ثم، ستفقد الأصباغ X ذات الجين الواحد ام أو ال من مجموعة الجينات للقردة العليا، مما يضمن ثلاثية الألوان الروتينية.

#### تكرار الجينات
الفرضية البديلة هي أن تعدد أشكال الأوبسين قد نشأ في القردة الدنيا بعد انفصالها عن القردة العليا. وبحسب هذه الفرضية، كُرر أليل الأوبسين X واحد في القردة العليا، وتباعدت الأوبسينات ام وال للقردة العليا لاحقًا من خلال طفرات أثرت على نسخة الجين الواحدة دون الأخرى. وقد تطورت الأوبسينات ام وال للقردة الدنيا من خلال عملية موازية، تعمل على جين الأوبسين الوحيد الموجود لإنشاء أليلات متعددة. يستخدم علماء الوراثة تقنية "الساعات الجزيئية" لتحديد تسلسل الأحداث التطورية. يستنتج الوقت المنقضي من عدد الاختلافات الطفيفة في تسلسلات الحمض النووي. يشير تسلسل النوكليوتيدات لجينات الأوبسين إلى أن التباين الجيني بين أليلات الأوبسين لدى الرئيسيات من العالم الجديد (2.6٪) أصغر بكثير من التباين بين جينات الرئيسيات من العالم القديم (6.1٪). ومن ثم، من المرجح أن تكون أليلات رؤية الألوان لدى الرئيسيات من العالم الجديد قد نشأت بعد تكرار الجينات في العالم القديم. كما يُقترح أن يكون تعدد الأشكال في جين الأوبسين قد نشأ بشكل مستقل من خلال الطفرة النقطية في مناسبة واحدة أو أكثر، وأن أوجه التشابه في الضبط الطيفي ترجع إلى التطور المتقارب. على الرغم من تجانس الجينات في القردة الدنيا، فقد حُفظ على ثلاثية الألوان في الإناث متغاير الزيجوت، مما يشير إلى أن الأحماض الأمينية الحرجة التي تحدد هذه الأليلات قد حُفظ عليها.

## فرضيات السببية النهائية

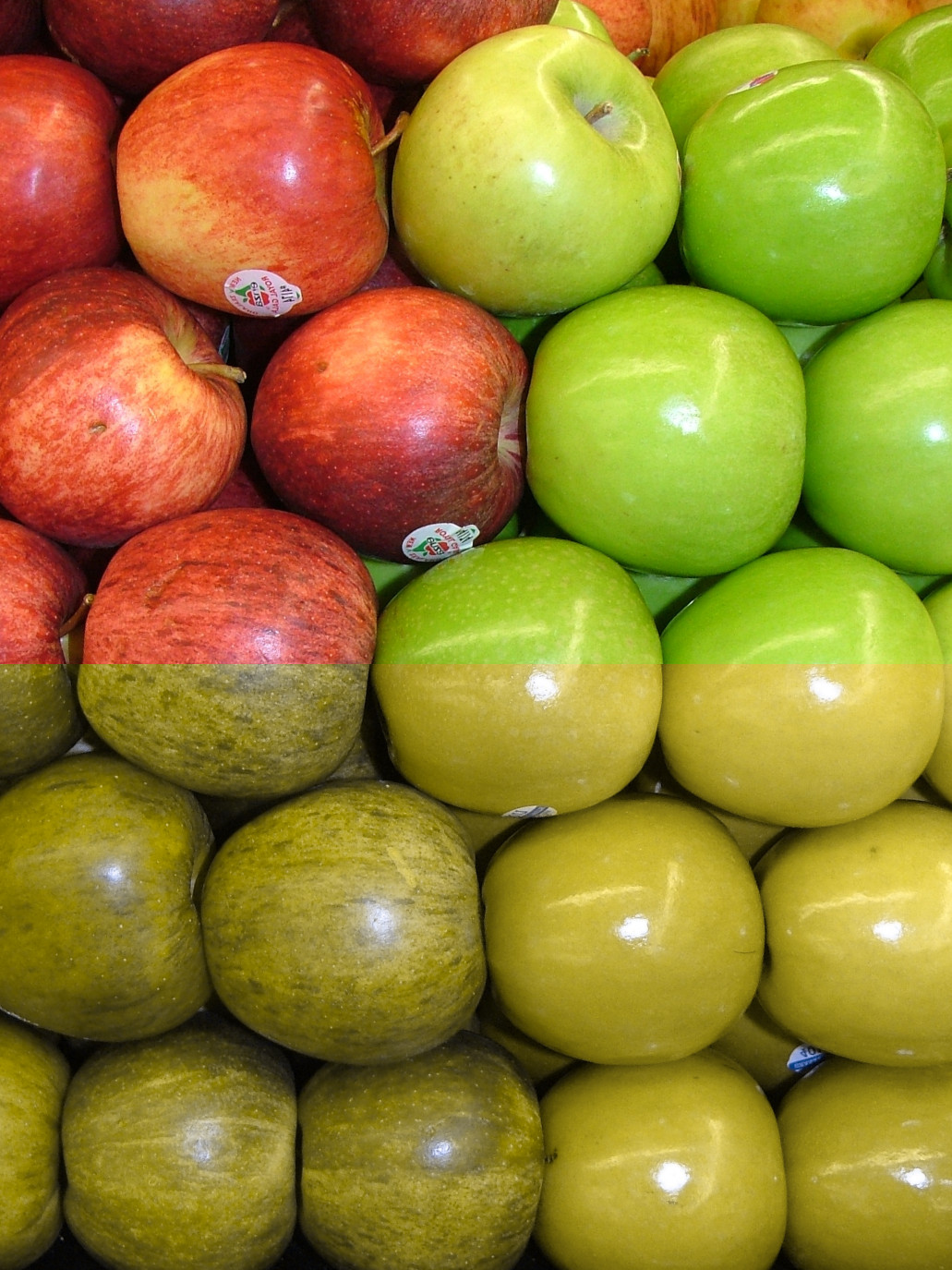
محاكاة الإدراك ثلاثي الألوان (أعلى) وثنائي الألوان (أسفل) للتفاح الأحمر والأخضر

توجد عدة نظريات حول الضغط التطوري الرئيسي الذي تسبب في تطور الرئيسيات للرؤية اللونية ثلاثية الألوان، أي نظرية اللون المضاد الأحمر-الأخضر.

### نظرية الفاكهة
تفرض هذه النظرية أن رؤية ثلاثية الألوان أصبحت مواتية بسبب زيادة القدرة على العثور على الفاكهة الناضجة ضد خلفية أوراق الشجر. وجدت الأبحاث أن الفصل الطيفي بين المخاريط ال وام يتناسب ارتباطًا وثيقًا مع الأمثل للكشف عن العديد من ألوان الفاكهة (الأحمر) ضد أوراق الشجر (الأخضر). حُلل طيف انعكاس الفاكهة والأوراق التي يأكلها القرد العواء الفنزويلي الأحمر بشكل طبيعي ووجد أن الحساسية في أصباغ المخروط ال وام هي الأمثل للكشف عن الفاكهة بين الأوراق.
بينما تحتوي "نظرية الفاكهة" على الكثير من البيانات لدعم استنتاجها، فقد انتقدت بعض الأبحاث الحديثة هذه النظرية. تُظهر إحدى الدراسات أن الفرق في مهمة اكتشاف البقع الفاكهية بين ثلاثية الألوان وثنائية الألوان يكون أكبر عندما تكون الشجرة بعيدة (~ 12 مترًا)، مما يستنتج أن الضغط التطوري ربما كان على اكتشاف أشجار الفاكهة من مسافة بعيدة، بدلاً من قطف الفاكهة. استندت تلك النتائج إلى حقيقة وجود مجموعة متنوعة أكبر من قيم الخلفية اس/(ال + ام) والسطوع عند المشاهدة من مسافة بعيدة. ومع ذلك، قد تُحسن الخصائص المكانية اللونية لنظام اللون الأحمر-الأخضر للكشف عن أي جسم أحمر ضد خلفية من الأوراق عند مسافات مشاهدة صغيرة نسبيًا تساوي "مسافة الإمساك" النموذجية.

### فرضية الورقة الشابة
تتركز هذه النظرية حول فكرة أن الفائدة من امتلاك صبغتي المخروط ال وام المختلفة هي أنه خلال أوقات ندرة الفاكهة، فإن قدرة الحيوان على تحديد الأوراق الأصغر سنا والأكثر احمرارا، والتي تحتوي على كميات أعلى من البروتين، ستؤدي إلى معدل أعلى من البقاء على قيد الحياة. بالإضافة إلى ذلك، فإن المميز البصري البارز بين الأوراق الصغيرة والناضجة هو قناة اللون الأحمر والأخضر، والتي لا يمكن تمييزها إلا بواسطة ثلاثية الألوان. تدعم هذه النظرية الأدلة التي تظهر أن الرؤية اللونية ثلاثية الألوان نشأت في إفريقيا، حيث أن التين والنخيل نادران في هذه البيئة، مما يزيد من الحاجة إلى هذا الانتقاء للرؤية اللونية. ومع ذلك، فإن هذه النظرية لا تفسر الانتقاء للتشكيلات اللونية ثلاثية الألوان المرئية في الأنواع ثنائية اللون التي ليست من إفريقيا.

### تطور أنظمة الشم
ربما كان حاسة الشم عاملاً مساعداً في اختيار الرؤية الملونة. تشير إحدى الدراسات المثيرة للجدل إلى أن فقدان جينات مستقبلات الشم تزامن مع السمة المتطورة للرؤية الثلاثية الألوان الكاملة؛ وقد شُكك في هذه الدراسة، وتراجع اثنان من مؤلفيها عنها. النظرية هي أنه مع تدهور حاسة الشم، زادت الضغوط الانتقائية لتطور ثلاثية الألوان للبحث عن الطعام. بالإضافة إلى ذلك، كان من الممكن أن تجعل طفرة ثلاثية الألوان الحاجة إلى التواصل بالفيرمونات زائدة عن الحاجة، وبالتالي دفعت إلى فقدان هذه الوظيفة.
بشكل عام، لم يظهر البحث أن تركيز مستقبلات الشم يرتبط مباشرة باكتساب الرؤية الملونة. تشير الأبحاث إلى أن أنواع سعادين العواء لا تشارك نفس خصائص الجينات الوهمية لمسار نقل الفيرومونات التي يمتلكها البشر وقردة العالم القديم، مما يؤدي إلى بقاء سعادين العواء قادرة على الحفاظ على كل من أنظمة التواصل بالفيرمونات والرؤية الثلاثية الألوان الكاملة.
لذلك، فإن ثلاثية الألوان وحدها لا تؤدي إلى فقدان التواصل بالفيرمونات، بل مزيج من العوامل البيئية. ومع ذلك، تظهر الأبحاث وجود ارتباط سلبي كبير بين السمتين في غالبية الأنواع الثلاثية الألوان.

### لون البشرة
قد يكون ثلاثي اللون أيضًا مفضلًا من الناحية التطورية في التعرف على التغيرات في لون البشرة. تزيد الحساسية الطيفية لـ ام- وال-أوبسين من الحساسية للتغيرات في لون البشرة التي تتوافق مع مستويات أكسجين الدم.
يعتبر التعرف على التغيرات في لون البشرة التي تشير إلى حالات صحية أحد المزايا. يبلغ الأشخاص ثنائيي اللون عن صعوبة في التعرف على حروق الشمس والطفح الجلدي والشحوب واليرقان. يتيح التعرف على مرض النسل للوالدين رعاية أطفالهم أو تقديم العلاج لهم. وبالمثل، فإن اختيار الزوج الذي يستثني الأفراد المرضى يزيد من قابلية بقاء النسل. وبالمثل، فإن أسباب أخرى لتغير لون البشرة مثل الاحمرار أو احمرار المؤخرة تنقل معلومات مهمة بين الشركاء الجنسيين المحتملين. لذلك، فإن تكوين رؤية الألوان ثلاثية الألوان في بعض أنواع الرئيسيات قد يكون مفيدًا في التعرف على حالة صحة وخصوبة الآخرين.

## شذوذات في قرود العالم الجديد

### سعدان عواء والسعدان الليلي
هناك جنسان جديران بالملاحظة ضمن قرود العالم الجديد يوضحان كيف يمكن للبيئات المختلفة مع ضغوط انتقائية مختلفة أن تؤثر على نوع الرؤية في مجموعة سكانية. على سبيل المثال، فقدت قرود الليل صبغاتها الضوئية اس وجين الأوبسين ام/ال متعدد الأشكال. نظرًا لأن هذه الرئيسيات ليلية وتعمل في أغلب الأحيان في عالم تكون فيه الألوان أقل أهمية، فإن الضغط الانتقائي على الرؤية بالألوان قد تراجع. على الجانب الآخر من الطيف، أعادت قرود العواء النهارية اختراع ثلاثية الألوان الروتينية من خلال تكرار جيني حديث نسبيًا لجين ام/ال. لقد سمح هذا التكرار بثلاثية الألوان لكلا الجنسين؛ اكتسب الصبغي X موقعين جديدين لاستضافة كل من الأليل الأخضر والأليل الأحمر. يشير تكرار وانتشار ثلاثية الألوان الروتينية في قرود العواء إلى أنها توفر لهم ميزة تطورية.
ربما تكون قرود العواء أكثر قرود العالم الجديد اعتمادًا على الأوراق. تشكل الفواكه جزءًا صغيرًا نسبيًا من نظامهم الغذائي، ونوع الأوراق التي تستهلكها (شابة، مغذية، قابلة للهضم، غالبًا ما تكون حمراء اللون) تُكتشف بشكل أفضل بواسطة إشارة حمراء وخضراء. يشير العمل الميداني الذي يستكشف التفضيلات الغذائية لقرود العواء إلى أن ثلاثية الألوان الروتينية قد اُختيرت بيئيًا كميزة لتغذية آكلات الأوراق.